# Nicolas Hallé
Nicolas Hallé (* 28. Februar 1927 in Paris; † 18. September 2017 in Valognes, Département Manche) war ein französischer Botaniker und Entomologe. Sein botanisches Autorenkürzel lautet „N.Hallé“.

## Leben
Hallé war der Sohn eines Agraringenieurs, der Enkel von André Dauchez sowie der ältere Bruder von Francis Hallé (* 1938), der ebenfalls Botaniker ist. 1947 arbeitete er unter der Leitung von Paul Vayssière am Laboratoire d’Entomologie Coloniale Agricole (Labor für koloniale landwirtschaftliche Entomologie) des Muséum national d’histoire naturelle. 1950 erwarb er einen fachwissenschaftlichen Studienabschluss (CES) in den Agrarwissenschaften an der École supérieure d'agriculture et de viticulture in Angers. Von Oktober 1950 bis Juni 1951 absolvierte er ein Praktikum an der landwirtschaftlichen Station in Versailles. Von 1951 bis 1953 war Hallé Vertragszeichner am Institut français d’Afrique noire in Dakar. Von 1954 bis 1957 übte er die gleiche Tätigkeit am Botanischen Laboratorium in Adiopodoumé in der Elfenbeinküste aus. 1957 begann er als wissenschaftlicher Assistent an der Abteilung für Pflanzenbiologie des Centre national de la recherche scientifique (CNRS). 1958 wurde er mit der Dissertation Monographie des hippocratéacées d’Afrique Occidentale zum Doktor an der Sorbonne promoviert. Im selben Jahr wurde Hallé unter der Leitung von Henri Humbert zum Forschungsattaché ernannt, bevor er 1959 Assistent am Lehrstuhl für Phanerogamie des Muséum national d’histoire naturelle wurde. Zwischen 1959 und 1968 unternahm Hallé sechs Expeditionen nach Gabun, 1971 eine nach Vanuatu und Neukaledonien, drei auf die Austral-Inseln (1979 nach Tubuai, 1981 nach Rurutu und 1984 nach Rapa Iti) sowie 1989 eine nach Mexiko. 1990 wurde er außerordentlicher Professor am Muséum national d’histoire naturelle, ging 1992 in den Ruhestand und war von 1994 bis 2004 Archivar der Société nationale des sciences naturelles et mathématiques in Cherbourg.
Als Botaniker widmete sich Hallé der Anatomie und Taxonomie der afrikanischen Phanerogamen (Hippocrateaceae, Rubiaceae, Sterculiaceae). Außerdem führte er einige entomologische Studien durch. Zu Hallés Veröffentlichungen gehören die Titel Monographie des hippocratéacées d'Afrique Occidentale (1962), Orchidaceae de la Nouvelle-Calédonie (1977), Célastracées (Hippocratéoïdées) (1990), Araignées de l’île Rapa (îles Australes, Polynésie)  (1995, in Zusammenarbeit mit Jean-Claude Ledoux) sowie Le “Crocographe” (Phyllotaxie) (1995). Hinzu kommen ein Verzeichnis der Flora und Fauna des Wandteppichs von Bayeux (1987) sowie die Schrift À la rencontre des Araignées littéraires (1998).
Hallé steuerte zahlreiche Objekte den Museumssammlungen bei, darunter 8700 Herbarbelege und zehn Bände botanische Ikonografie für die Abteilung Phanerogamie, 7700 Insektenproben (Schmetterlinge und Nachtfalter aus Frankreich und Westafrika, Schnabelkerfe, Wanzen) für die entomologische Abteilung, sowie 500 Objektträger (mit Zeichnungen) von Mikrofossilien aus Feuerstein für die Abteilung Mikropaläontologie. 
Darüber hinaus führte der Hallé mit Hilfe seines Kollegen Jean Raynal eine gründliche Überarbeitung sowie eine Neuordnung des gesamten Nationalherbariums durch. Schließlich fungierte er als Redakteur bei den Reihen Flore du Gabon (1961–1970) und Flore de Nouvelle-Calédonie (1972–1983) und er war Mitglied des wissenschaftlichen Komitees des Bulletin du Muséum national d’histoire naturelle.
Hallé war verheiratet und hatte vier Kinder.